# 约翰内斯·瓦列斯
约翰内斯·亚诺维奇·瓦列斯（俄语：Йоханнес Янович Варес；1890年1月12日—1946年11月29日），爱沙尼亚、苏联诗人、医生。曾任爱沙尼亚总理、爱沙尼亚苏维埃社会主义共和国最高苏维埃主席团主席等职务。

## 生平
- 1890年1月12日出生于爱沙尼亚省维尔扬迪县海姆塔尔教区基伊萨村的一个中农家庭。1910年毕业于派尔努男子中学。
- 1910年-1914年，基辅大学医学院学习。
- 1915年-1918年，俄军军医，参加一战。
- 1918年-1920年，参加爱沙尼亚独立战争，任上尉军医。
- 1920年-1939年，派尔努保险公司医生。
- 1940年6月-8月，爱沙尼亚总理，他宣布支持苏联对爱沙尼亚的吞并。1940年加入联共（布）。
- 1940年8月-1946年11月，爱沙尼亚苏维埃社会主义共和国最高苏维埃主席团主席兼苏联最高苏维埃主席团副主席。1941年，他随政府转移至俄罗斯，参加组建爱沙尼亚红军部队以及对后方爱沙尼亚人的宣传工作，1944年返回。他随即因参加爱沙尼亚独立战争受到苏联内务人民委员部调查。
- 1946年11月29日11时40分，他被发现死在卡德里奥宫住所的浴室地板上，终年56岁。葬于塔林森林公墓。据推测，他是用手枪开枪自杀的。根据他的遗书，促使这位政治家自杀的原因与健康状况不佳和对患精神病的恐惧有关。1947年3月，他的妻子艾米莉亚·瓦列斯也服毒自杀。从她的遗书中可以看出，她无法在丈夫去世后幸存下来。艾米莉亚死后一段时间，她的兄弟姐妹被发现在家中上吊。在调查瓦列斯家族成员死亡的情况时，内务人民委员会的萨莫莱宁中尉也上吊自杀。瓦列斯家族的死亡至今仍是谜。

瓦列斯是第1-2届苏联最高苏维埃联盟院代表；第1届爱沙尼亚苏维埃社会主义共和国最高苏维埃代表。

## 文学创作
在1910年代末和1920年代初，他开始了他的文学生涯，以笔名约翰内斯·巴巴鲁斯写作，并加入了Siuru文学团体。从1924年夏天开始，瓦列斯将他的理想确定为共产主义，或者至少接近共产主义。1928年和1935年，他两次访问苏联。在最后一次访问该国后，在《创造力》杂志上发表了一篇热情洋溢的文章。1936年，他是帮助西班牙共和党人运动的组织者之一。

## 诗集
- 《三角形》（1921）
- 《几何人》（1924）
- 《卡通人》（1924）
- 《火的中心》（1934）
- 《陆地上的鱼》（1937）
- 《在前路上》（1944）
- 《一步步走向胜利》（1945）

## 荣誉
沙俄：
- 四级圣安娜勋章（1915）
- 三级圣斯坦尼斯拉夫勋章（1915）

爱沙尼亚：
- 三级自由十字勋章（1920）

苏联：
- 列宁勋章（1945）
- 1941-1945年伟大卫国战争中忘我劳动奖章
- 爱沙尼亚苏维埃社会主义共和国荣誉作家称号（1945）

## 纪念
- 1958年，瓦列斯的纪念碑竖立在爱沙尼亚苏维埃社会主义共和国最高苏维埃主席团大楼前。苏联解体后被拆除。